# Xylotheca
Xylotheca is een geslacht uit de familie Achariaceae. De soorten uit het geslacht komen voor in Afrika en op het eiland Madagaskar.

## Soorten
- Xylotheca capreifolia (Baker) Gilg
- Xylotheca kraussiana Hochst.
- Xylotheca longipes (Gilg) Gilg
- Xylotheca tettensis (Klotzsch) Gilg